# 新湊市
新湊市（しんみなとし）は、かつて富山県にあった市。富山湾沿岸にあり、市制施行以前は射水郡に属していた。2005年（平成17年）に射水郡4町村と合併して射水市が発足し、射水市新湊地区となった。

## 概要
富山県の二大都市である富山市と高岡市に挟まれた場所にあり、富山湾沿岸に位置していた。全域が旧射水郡に相当する。
2005年に射水郡4町村と合併し、射水市となった。合併で市の名称が残らないのは富山県で初の事例だった。
新湊地区は「珍姓の宝庫」として知られ、釣、網、波、魚、海老、鵜（う）、菓子、飴、酢、味噌、風呂、桶、地蔵、菊、綿、草、大工、塗師（ぬし）、桧物（ひもの）、四十物（あいもの）など希少性のある苗字が非常に多い。

## 地理
射水平野の北部に位置していた。市の北側は富山湾に面しており、市の中央部には放生津潟を掘削して建設された富山新港（伏木富山港新湊地区）が位置していた。平成の大合併以前の富山県の市では面積が最も小さく、唯一山と呼べるような地形が存在しなかった。
- 河川：小矢部川、庄川、内川、下条川、新堀川
- 湖沼：足洗潟

### 隣接していた自治体
- 富山市
- 高岡市
- 大島町
- 小杉町
- 下村

## 歴史
鎌倉時代以後、海岸部の湊町放生津（ほうじょうづ）を守る放生津城が築かれ、越中守護所が設けられた。室町時代の1493年には、明応の政変の難を避けて室町幕府10代将軍足利義材が、放生津城主神保長誠の手引きで下向し、幕府政権（越中公方）を樹立した地である。江戸時代には加賀藩領となり、北前船の出航地として栄えた。江戸後期に放生津郊外の高木地区で生まれた石黒信由は和算・測量術・天文暦学を修め、富山県・石川県の正確な地図を制作した。明治時代に久々湊地区で生まれた石黒宗麿は陶芸家として知られ、鉄釉陶器の製作の功績により1955年に人間国宝として認定された。
戦時中、伏木港の一元的な運営を目指した国策による強制合併により高岡市に合併されるが（新湊町は高岡市に合併の際の条件として、国鉄新湊線の東新湊駅までの延長または越中鉄道（現・万葉線）の高岡駅乗り入れの実現、伏木港から放生津潟（現・富山新港）を経て岩瀬港（現・富山港）に至る運河を作り放生津潟を工業港にする、新湊中部国民学校（後の新湊小学校）を移転改築する、新湊支所およびじんあい焼却場の新築、新湊町の計画中であった施設を全般にわたり認めることを要求していた）、戦後に戦時中に強制合併された市町村を元に戻した際に新湊町及び牧野村が発足する（但し中伏木、三ケ新、六渡寺、牧野地区の大勢は分離反対の声明を出していた）、新湊町は直ちに富山県内3番目の市制を施行した。一方の牧野村は発展が望めるとして、すぐ高岡市に編入している。

### 年表
- 1889年4月1日 - 町村制の施行により、射水郡新湊町が発足する。
- 1929年9月5日 - 500余戸を焼く大火。
- 1937年12月末 - この時点では人口は22,218人、面積は4.52m2[5]。
- 1940年12月1日 - 射水郡新湊町が射水郡牧野村を編入する。
- 1941年4月16日 - 住宅470戸、納戸180戸を焼く大火[6]。
- 1942年10月1日 - 射水郡新湊町が高岡市に編入する。
- 1951年1月1日 - 高岡市の区域から分立して、射水郡新湊町及び牧野村が発足する。
- 1951年3月15日 - 射水郡新湊町が市制施行して、新湊市となる。
- 1953年4月1日 - 射水郡海老江村、片口村、七美村、作道村、堀岡村及び本江村を編入する。
- 1953年10月5日 - 射水郡塚原村を編入する。
- 1956年3月 - 財政再建団体に指定される（1963年3月まで）[7]。
- 2005年11月1日 - 新湊市並びに射水郡大島町、小杉町、大門町及び下村が合併して、射水市が発足する。

## 行政

### 歴代首長
| 代                                   | 氏名                           | 就任                           | 退任                           |
| 歴代新湊町長（1889年ー1942年）       | 歴代新湊町長（1889年ー1942年） | 歴代新湊町長（1889年ー1942年） | 歴代新湊町長（1889年ー1942年） |
| ------------------------------------ | ------------------------------ | ------------------------------ | ------------------------------ |
| 1                                    | 菅谷二平                       | 1889年6月                      | 1914年4月                      |
| 2                                    | 宮林立作                       | 1914年12月                     | 1927年7月                      |
| 3                                    | 高松覚太郎                     | 1927年8月                      | 1929年6月                      |
| 4                                    | 金木喜作                       | 1929年6月                      | 1930年7月                      |
| 5                                    | 卯尾田毅太郎                   | 1930年8月                      | 1942年9月                      |
| 歴代新湊町長（1951年2月ー1951年3月） |                                |                                |                                |
| 1                                    | 杉本兵太                       | 1951年2月                      | 1951年3月                      |
| 歴代新湊市長                         |                                |                                |                                |
| 1                                    | 杉本兵太                       | 1951年3月15日                  | 1954年4月5日                   |
| 2                                    | 杉本兵太                       | 1954年4月29日                  | 1955年6月9日                   |
| 3                                    | 斉藤俊彦                       | 1955年7月24日                  | 1959年7月23日                  |
| 4                                    | 新川栄昌                       | 1959年7月24日                  | 1963年7月23日                  |
| 5                                    | 新川栄昌                       | 1963年7月24日                  | 1967年7月23日                  |
| 6                                    | 内藤友明                       | 1967年7月24日                  | 1971年7月23日                  |
| 7                                    | 内藤友明                       | 1971年7月24日                  | 1975年7月23日                  |
| 8                                    | 内藤友明                       | 1975年7月24日                  | 1979年7月23日                  |
| 9                                    | 渡辺一雄                       | 1979年7月24日                  | 1983年7月23日                  |
| 10                                   | 渡辺一雄                       | 1983年7月24日                  | 1987年7月23日                  |
| 11                                   | 渡辺一雄                       | 1987年7月24日                  | 1991年7月23日                  |
| 12                                   | 松木康祐                       | 1991年7月24日                  | 1995年7月23日                  |
| 13                                   | 松木康祐                       | 1995年7月24日                  | 1999年7月23日                  |
| 14                                   | 分家静男                       | 1999年7月24日                  | 2003年7月23日                  |
| 15                                   | 分家静男                       | 2003年7月24日                  | 2005年10月31日                 |

## 経済

### 水産業
新湊漁港を擁し、水産業が盛んである。その透明な姿から「富山湾の宝石」と称される白えび（地元では「ヒラタエビ」と呼ばれることが多かった）をはじめ、ベニズワイガニ、ホタルイカ、ブリ、バイガイ、ズワイガニなどが水揚げされる。漁場が非常に近く、一日に二度セリが行われる。児童一人にカニ一杯が提供される「ベニズワイガニ給食」や、近畿大学水産研究所富山実験場と堀岡養殖漁協が連携して養殖したトラフグを使った「トラフグ給食」など、「地産地消」の学校給食でも知られる。

### 本社を置く主な企業
- アイシン軽金属
- 大谷製鉄
- 三精工業
- JFEマテリアル
- 新湊かまぼこ
- 東洋ガスメーター
- 富山住友電工
- 富山大建工業
- 燐化学工業

### 工場・事業所を置く主な企業
- 大塚製薬工場富山工場
- 三協立山アルミ新湊工場・射水工場
- タカギセイコー新湊工場・新湊金型工場
- 日本高周波鋼業富山製造所
- ヤヨイ化学工業射水工場

## 姉妹都市・提携都市
- 千曲市（長野県） 2004年4月29日姉妹都市提携

## 教育

### 小学校
- 新湊市立片口小学校
- 新湊市立新湊小学校 (2025年に放生津小学校と統合し、射水市立新湊放生津小学校となった)
- 新湊市立塚原小学校
- 新湊市立作道小学校
- 新湊市立東明小学校
- 新湊市立中伏木小学校（2010年に新湊小学校へ統合）
- 新湊市立放生津小学校 (2025年に新湊小学校と統合し、射水市立新湊放生津小学校となった)
- 新湊市立堀岡小学校

### 中学校
- 新湊市立射北中学校
- 新湊市立新湊南部中学校
- 新湊市立新湊西部中学校（2013年に新湊中学校へ統合）
- 新湊市立奈古中学校（2013年に新湊中学校へ統合）

### 高等学校
- 富山県立新湊高等学校

### 高等専門学校
- 富山商船高等専門学校（現富山高等専門学校射水キャンパス）

## 交通

### 鉄道路線
- 万葉線
  - 高岡軌道線（中伏木停留場、六渡寺駅）

2005年10月31日まで路面電車だけの都市だった。
- - 新湊港線（六渡寺駅、庄川口駅、新湊市役所前駅（現第一イン新湊 クロスベイ前駅）、新町口駅、中新湊駅、東新湊駅、海王丸駅、越ノ潟駅）
- 新湊線（1951年旅客営業廃止、2002年路線短縮）と富山地方鉄道射水線（1980年全線廃止）も市内を走っていた。

### バス
- 富山地方鉄道
- 富山地鉄中央バス
- 加越能鉄道
- 海王交通
- 新湊市コミュニティバス

### 道路
- 一般国道
  - 国道8号
  - 国道415号
  - 国道472号
- 県道
  - 主要地方道
    - 富山県道11号新湊庄川線
    - 富山県道41号新湊平岡線

  - 一般県道
    - 富山県道204号小杉本江線
    - 富山県道205号練合宮尾線
    - 富山県道231号松木鷲塚線
    - 富山県道232号堀岡小杉線
    - 富山県道235号片口巻野線
    - 富山県道240号新湊港線
    - 富山県道243号能町枇杷首線
    - 富山県道322号八町大門線
    - 富山県道350号堀岡新明神能町線
- 道の駅
  - カモンパーク新湊

### 船舶
- 特定重要港湾伏木富山港新湊地区
- 富山県営渡船：越の潟 - 堀岡
- 如意の渡し（伏木港湾交通、2009年廃止）：伏木新島 - 中伏木

## 文化

### スポーツ
1980年の第62回全国高等学校野球選手権大会に富山県立新湊高等学校が初出場したときや、1986年の第58回選抜高等学校野球大会で新湊高等学校が下馬評を覆しベスト4進出を果たした新湊旋風のときなど、高校野球の熱狂的な応援でも知られた。1980年の大会では、121台のバスが出発し、自家用車も千台は行ったといわれる。4万人の市の人口のうち、約1万人が集結し、朝日新聞に「新湊が甲子園に移動してきた」という記事が載るほど大きな応援団だった。

### 映画
映画作品
- 『あなたへ』 降旗康男監督・高倉健主演の遺作。2012年。内川の中の橋から山車を夫婦で眺めるシーンがある。
- 『人生の約束』 石橋冠監督・竹野内豊主演。2016年。10月1日の曳山祭りが中心となった人間ドラマ。
- 『真白の恋』 2017年2月公開。内川地区で暮らしている女性が東京から来たカメラマンに恋心を抱く。

映画館
1960年（昭和35年）の新湊市には以下の映画館が存在した。
- 北陸劇場 - ～1960年代
- 新湊東映劇場 - ～1960年代
- 日吉館 - ～1970年代

## 名所・旧跡・観光スポット・祭事・催事
- 富山新港新湊まつり（8月第1土・日曜）
- 海老江曳山祭（9月23日）
- 新湊（放生津）曳山祭（10月1日） 「あ、いやさー」というかけ声とともに13基の曳山が町中を練り歩く。街角での方向転換は勇壮。夜には提灯山となって、放生津八幡宮を目指す。
- 新湊カニかに海鮮まつり（11月中旬）
- 海王丸パーク（海王丸）
- 放生津八幡宮
- 新湊市博物館（現射水市新湊博物館）
- 内川めぐり 内川周辺はその風情から「日本のベニス」と紹介されることもある[13]。遊覧船も出ていて、新湊大橋を通り、東から新港大橋、二の丸橋、放生津橋、東（あずま）橋、山王橋、神楽橋、中新橋、中の橋、新西橋、湊橋、奈呉の浦大橋をめぐるルートなどがある。

## 出身人物
- 石川太刀雄（医学者）
- 石黒信由（和算家・測量家）
- 石黒宗麿（陶芸家）
- 石黒智久（サッカー選手）
- 大磯武（プロレスラー）
- 大坪幸代（アナウンサー）
- 織田孝幸（東大・数学者）
- 菊川近子（漫画家）
- 小杉善信（テレビプロデューサー・日本テレビ社長）
- 大旺吉伸（大相撲力士）
- 高野知香子（アナウンサー）
- 立川志の輔（落語家）
- 中島智彦（俳優・声優）
- パークマンサー（軟式globeメンバー）
- 花咲アキラ（漫画家）
- 聖川湧（作曲家）
- 姫野敬輔（弁護士）
- 藤沢姉弟（漫才コンビ）
- 矢地健人（プロ野球選手）